# Paul Rosenstein
Paul Rosenstein (ur. 26 lipca 1875 w Grudziądzu, zm. 21 września 1964 w Rio de Janeiro) – niemiecki lekarz urolog.
Studiował medycynę na Uniwersytecie w Berlinie i Królewcu, tytuł doktora medycyny otrzymał w 1898 roku. Specjalizował się pod kierunkiem Ernsta Neumanna, Georga Wintera i Antona von Eiselberga. Następnie uczył się chirurgii urologicznej w berlińskim Szpitalu Żydowskim u Jamesa Israela. Po 1905 osiadł w Berlinie. Kierował polikliniką przy Szpitalu Żydowskim, a po śmierci Israela został jego następcą. W 1940 roku emigrował do Brazylii.